# Roderich von Bandel
Roderich von Bandel (genannt Rodi von Bandel; * 11. September 1830 in München; † 1913) war ein deutscher Architekt, Unternehmer und Erfinder.

## Leben

### Familie
Roderich von Bandel war der zweitälteste Sohn des Bildhauers Ernst von Bandel und der jüngere Bruder von Heinrich von Bandel.
Er heiratete Marie Kipp aus Unna, Tochter des Arztes und Mitbesitzers der Aplerbecker Eisenwerke Blücher.

### Werdegang
Von den fünf Söhnen von Ernst von Bandel war bei den beiden Brüdern schon früh eine musische Begabung erkennbar, so dass die Vermutung einer Zusammenarbeit bei Werken des Vaters mit diesen naheliegt. So schrieb Ernst von Bandel beispielsweise im Zusammenhang mit der Restaurierung der Marktkirche in Hannover einen Brief an seinen Freund Moritz Rugendas: „Roderich macht nun mit mir 2 an 8 Fuß hohe Modelle zweier sehr reicher Kirchenportale im deutschen Baustil.“
Zahlreiche, 1846 datierte Kapitellzeichnungen tragen die von Ernst von Bandels Hand teilweise in Ligatur ergänzten Bezeichnungen „J.E.v. Bandel inv. Rodi del. 7/1846“. Sie sind ein Hinweis darauf, dass Roderich von Bandel nach den Entwürfen seines Vaters auch dekorative Bauskulptur zeichnete und möglicherweise auch ausführte. Solche Arbeiten für das Dicasteriengebäude, sowie das Alte Rathaus und auch das Egestorffsche Haus in Linden konnten allerdings nicht nachgewiesen werden.
Um 1850 soll Roderich von Bandel einen Taufstein für Göttingen, konkret für die Gemeinde Rosdorf, „erfunden und modelliert“ haben, für den Ernst von Bandel mit dem Rosdorfer Kirchenvorstand in Briefwechsel stand.
In den 1850er Jahren gründete von Bandel in Hannover ein Maschinenbau-Unternehmen.
Als niedergelassener Architekt in der Residenzstadt des Königreichs Hannover erhielt Roderich von Bandel am 30. März 1857 für die „Verfertigung einer eigenthümlichen Art von Kopier-Pressen“ ein auf 5 Jahre befristetes Patent, wie Karl Karmarsch und Georg Niemeyer vom Gewerbeverein für das Königreich Hannover im Vereinsorgan landesweit publizierten.
Das Adreßbuch der königlichen Haupt- und Residenzstadt Hannover auf das Jahr 1859 verzeichnete den Wohnsitz „v. Bandel (Joh.) Ernst, Bildhauer“ im Hause Köbelingerstraße 20, daselbst auch den „Maschinisten“ selben Namens. 1859 vermeldeten die Mittheilungen des Gewerbevereins für das Königreich Hannover ein am 18. April 1859 auf 5 Jahre für den „Herrn Mechaniker v. Bandel“ erteiltes Patent – zumindest für das hannoversche Königreich – für einen Parallelschraubstock, dessen Abbildungen die Zeitschrift gleich mitlieferte. Noch im selben Jahr publizierte das Blatt auch zu dem am 19. Oktober 1855 auf 5 Jahre erteilten Patent für die vom „Architekt R. von Bandel in Hannover“ erfundene Schälmaschine.
Roderichs Bruder Arnulf von Bandel (* 25. September 1833 in München; 3. Kind von Ernst von Bandel), zeitweilig als Landwirt in Amerika tätig, arbeitete später als Mitarbeiter seines Bruders Roderich in Hannover.
Gemeinsam mit seinem Vater entwickelte Roderich die Konstruktion des inneren Eisengerüstes des Hermannsdenkmals: Aufgrund des technisch nur sehr schwierig zu lösenden Problems, die Kupferplatten der riesigen Skulptur von innen her zusammenzuhalten, fertigten Vater und Sohn vorab mehrere Modelle des inneren Eisengerüstes des Denkmals an, von denen sich eines im Lippischen Landesmuseum in Detmold, ein anderes in der Bandelhütte erhalten hat. Gemeinsam mit „Rodi“ war Ernst von Bandel im Vorfeld zum Bau des Hermannsdenkmals zu einer Gala-Feier „ins Schloss befohlen“.
Als „Maschinenfabrikant“ war Roderich von Bandel mit der Nummer 2280 dem Verein Deutscher Ingenieure (VDI) und dessen Hannoverschen Bezirksverein im Jahr 1873 beigetreten.
Mitte der 1870er Jahre unternahm von Bandel mehrere ausgedehnte Reisen. Anfang November 1874 kam er als Gast in das Hotel Métropole in Wien. Laut der Zeitschrift Bohemia traf er im Folgejahr am 26. Oktober 1875 als Rentier aus Hannover und als Gast im Hotel de Saxe in Prag ein.
Gemeinsam mit Franz Fritz von Dücker untersuchte Roderich von Bandel eine ganze Reihe von Erdöl- und Petroleum-Lagersstätten. In Folge der Untersuchung einer ganzen Reihe von Orten und Gegenden, die von Dücker in einer eigenen Schrift behandelte, galt als Haupterfolg der Bemühungen „das Wiederauffinden des alten Bohrlochs bei Neustadt, welches bei 200 Fuß Tiefe verstopft war.“
Für den 11. Mai 1881 kündeten die Annalen für Gewerbe und Bauwesen von von Bandels, Hannover, „Neuerungen von Plätt- und Mangelmaschinen“.

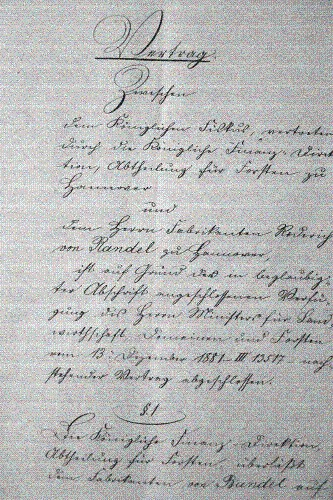
1881 datierter Abtorf-Vertrag für das Gebiet des Toten Moores zwischen von Bandel und dem Königlichen, nun aber Preußischen Fiskus

1882 gründete von Bandel gemeinsam mit dem hannoverschen Rechtsanwalt Eduard Ubbelohde (1827–1894) und dessen Ehefrau Amelie Ubbelohde (1844–1938) auf dem Gelände der ehemaligen Neustädter Hütte am Toten Moor zwischen Neustadt am Rübenberge und dem Steinhuder Meer die Aktiengesellschaft Hannoversche Torfwerke AG zwecks Torfabbau. Das Unternehmen musste trotz der technischen und wirtschaftlichen Erfahrung von von Bandel, von dem die Wochenschrift des Vereines Deutscher Ingenieure 1883 ein weiteres Patent für eine Torf-Presse beschrieb, im selben Jahr 1883 Insolvenz anmelden. Das Unternehmen wurde schließlich in anderer Form zeitweilig durch Amelie Ubbelohde fortgeführt.
Bereits Mitte der 1880er Jahre hatte Roderich von Bandel mit Sitz in Hannover für seinen Eisschrank ein Deutsches Reichspatent mit der vom Kaiserlichen Patentamt vergebenen D.R.P. Nummer 325 25 erhalten.
Aus der Zeit zwischen 1866 und 1883 haben sich zudem Archivalien Roderichs von Bandel aus Misburg erhalten.
1905 listete das Patentblatt unter der Nummer 70b mit Datum vom 17. Mai des Jahres eine Patentanmeldung von Bandels für einen „Briefumschlag- und Marken-Anfeuchter mit Filzrollenstöpsel“ Am 21. August 1905 notierte die Zeitschrift für die gesamte Kälte-Industrie den von Bandel mit Sitz in der Blasewitzerstraße 70 erfundenen „Kühlschrank usw.“. Nur wenig später führte die Apotheker-Zeitung den „R. von Bandel“ in der Striesenerstr. 18 auf.
1909 verzeichnete das Patentblatt in seinem vierteljährlichen Jahresbericht unter der Rubrik Gebrauchsmuster Roderich von Bandel mit Sitz in Blasewitz ein Patent mit den Angaben 370979 (17c) 593.

## Die vier Jahreszeiten
Nach dem Tod seines Vaters kamen „Die vier Jahreszeiten“ von Ernst von Bandel als Erbgut Roderich von Bandels nach Dresden-Blasewitz, wo sie noch 1892 nachgewiesen werden konnten. Sie gelangten 1945 aus unbekannter Quelle in die Skulpturensammlung der Staatlichen Kunstsammlungen Dresden.

## Archivalien
Archivalien von und über Roderich von Bandel finden sich beispielsweise
- im Niedersächsisches Landesarchiv (Standort Hannover) als Akte mit dem Titel Prange, Heinrich, Kötner, Misburg / Bandel, Roderich von, Misburg aus der Laufzeit von 1866 bis 1883, Archivsignatur NLA HA Hann. 72 Hannover Nr. 2512 (alte Archivsignatur VII 1065).[18]
- im Bergarchiv Clausthal unter dem Titel Erdölaltvertrag Landwirte Heinrich Blume und Fritz Blume, Davenstedt, Vertrag vom 11.10.1881 – Fabrikant Roderich von Bandel, Hannover und dessen Rechtsvorgänger Tierarzt Ernst Haspelmath, Ricklingen. Die Akte enthält ein Messtischblatt Gehrden/Hannover und eine Karte der Gemarkung Davenstedt; Archivsignatur NLA HA BaCl Hann. 184 Acc. 24 Nr. 553, Provenienz mit dem Organisations- und Aktenzeichen E 14 Hannover[4]